# نيكي ريكي ديكي ودون
نيكي ريكي ديكي ودون (بالإنجليزية: Nicky, Ricky, Dicky & Dawn)‏ هو بطريقة سيتكوم عائلي مراهقين كوميدي أمريكي من إنتاج نكلوديون وتلفزيون سي بي إس.
تم عرضه مترجمة إلى العربية على نكلودين العربية في مارس 2015., تم عرض, النسخة الانجليزية في شبكة كوميدي سنترال عربية في على شبكة شبكة أوربت شوتايم, عرضت بعض من الحلقات مترجمة باللغة العربية في قناتي كوميدي سنترال عربية وإم بي سي 4., عرضت بعض من الحلقات مترجمة باللغة العربية في قناتي إم بي سي 4.

## القصة
يحكي المسلسل قصة عائلة هاربر التي تملك أربعة توائم، والتوائم لا يشتركون بأي روابط مشتركة سوى يوم ميلادهم، دائماً ما يقعون بالمشاكل ولكن عند تعاونهم يخرجون من المأزق.

## الشخصيات
- توم(بريان ستيبانيك): وهو والد التوائم الأربعة.
- آن (أليسون مون): وهي أم التوائم الأربعة.
- نيكي (أيدين غالاغر): هو أصغر التوائم وهو دائماً ما يكون كوميدي ومبدع، وهو ملتوي بحيث يستطيع الخروج من المآزق بسهولة.
- ريكي (كيسي سيمبسون): وهو ثاني التوائم. وهو ذكي جداً ويخطط لمستقبله، لكنه عصبي.
- ديكي (ماس كورونيل): وهو شخصية يهتم كثيراً بالمظهر، ويعرف ما يجب قوله ومتى دائماً.
- دون (ليزي غرين): وهي الأنثى الوحيدة بين التوائم وأكبرهم تعتبر نفسها الأذكى والأكثر حكمة بين أخوتها.
- جوسي (غابرييل إليز): هي عاملة في مركز رياضي والحاضنة للتوائم.

## روابط خارجية
- نيكي ريكي ديكي ودون على موقع IMDb (الإنجليزية)
- نيكي ريكي ديكي ودون على موقع كينوبويسك (الروسية)
- نيكي ريكي ديكي ودون على موقع ألو سيني (الفرنسية)
- نيكي ريكي ديكي ودون على موقع قاعدة بيانات الفيلم (الإنجليزية)